# كورت بارنز
كورت بارنز (بالإنجليزية: Kurt Barnes)‏ هو لاعب غولف أسترالي، ولد في 25 مايو 1981 في ميوسولبروك في أستراليا.

## وصلات خارجية
- الموقع الرسمي
- كورت بارنز على موقع رابطة اليابان للاعبي الغولف المحترفين (الإنجليزية)
- كورت بارنز على موقع التصنيف العالمي الرسمي للغولف (الإنجليزية)